# Brahmana

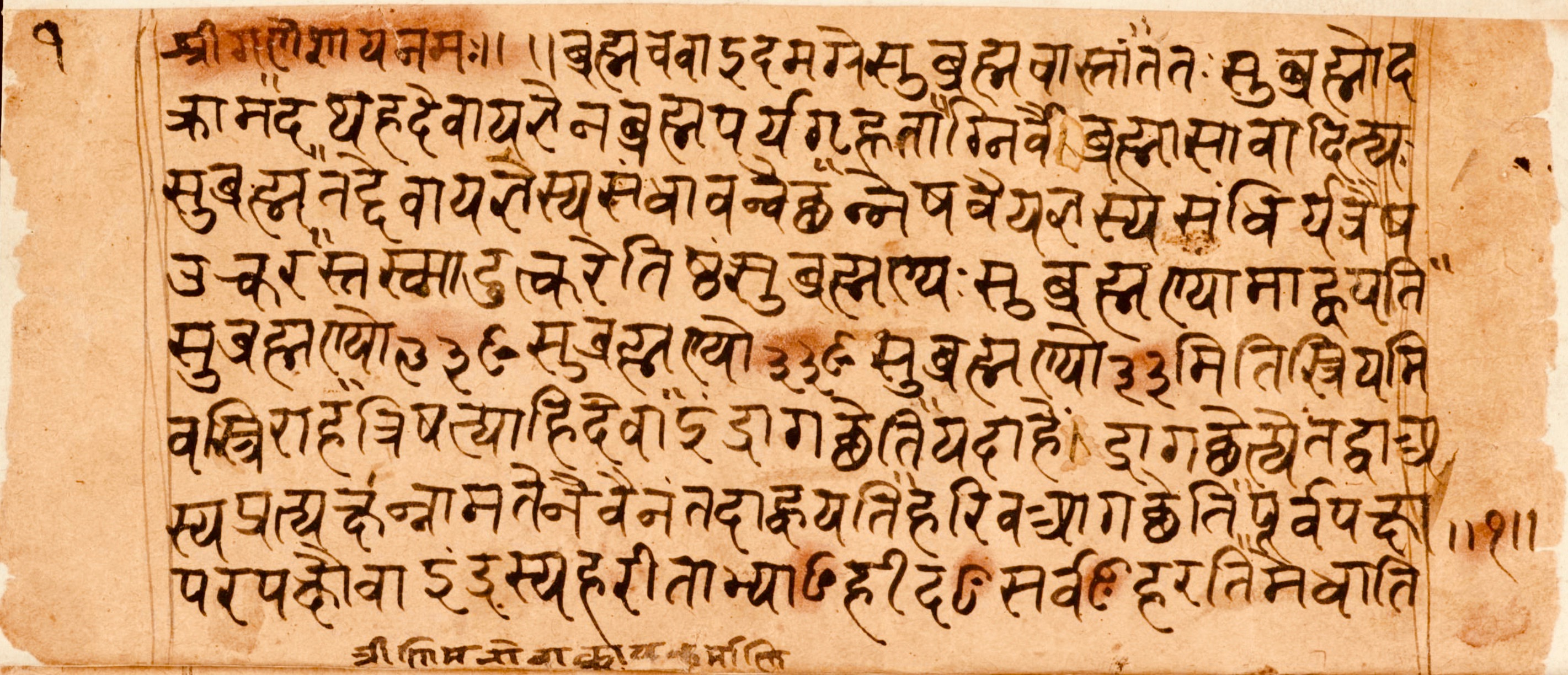

Les Brahmanas (sanskrit : ब्राह्मण (Brāhmaṇa)), sont des explications rituelles du Brahman fondamental, contenant des commentaires de prose sur les textes védiques. Ils sont considérés comme des textes annexes aux quatre Védas ; d'ailleurs de nombreuses écoles philosophiques en Inde avaient leur propre brahmana.
Certains ont été composés, estime-t-on entre les Xe et VIIe siècles av. J.-C. Ils tirent leur nom de l'interprétation qu'ils font du Brahman, entendu ici comme les mantras des Védas.

### Traductions
- Aitareya-brâhmana (800 av. selon Bremmer, 700 av. selon Forlong, 500 av. selon Rapson) : Rigveda Brahmana. The Aitareya and Kausîtaki Brahmanas of the Rigveda, trad. an. Arthur Berriedale (1920), Delhi, Motilal Banarsidass, 1971.
- Jaiminîya-brâhmana, trad. an. Hendrik Wilhelm Bodewitz, leyde, E. J. Brill, 1973, XIX-357 p.
- Kaushîtaki-brâhmana : Rigveda Brahmana. The Aitareya and Kausîtaki Brahmanas of the Rigveda, trad. an. Arthur Berriedale (1920), Delhi, Motilal Banarsidass, 1971.
- Shatapatha-brâhmana (de l'école Mâdhyandina) (700 av. selon Bremmer, 300 av. selon Eggeling), trad. an. Julius Eggeling, coll. "Sacred Books of the East", 1882-1900, 5 t. Livres I et II  . Livres III et IV  . Livres V, VI, VII . Livres XI, XII, XIII, XIV .
  - Shatapatha-brâhmana (de l'école Kanva) : The Shatapatha Brahmana in the Kanviya Recension. English Introduction with Complete Sanskrit Text, par Willem E. Caland, Motilal Banarsidass, 1998, 616 p.
- Taittirîya-brâhmana, trad. an. Paul-Émile Dumont, Proceedings of the American Philosophical Society, n° 92-113, 1948-1969.
- Tandya-mahâbrâhmana : Pañcavivimsha-brâhmana. The Brahmana of twenty five chapters, trad. an. W. E. Caland, Calcutta, Asiatic Society of Bengal, 1931, XXXVI-660 p.
- Jean Varenne, Mythes et légendes extraits des Brahmanas, Gallimard, coll. UNESCO, 1986, 210 p.

### Études
- Sylvain Lévi, La doctrine du sacrifice dans les Brâhmanas (1898), Hachette Livre BNF, 2013.
- Ashutosh Biswas, Society and Culture in the Brâhmana period. Notes from the Aitareya Brâhmana, 1932.
- Armand Minard, Trois énigmes sur les 'Cent chemins'. recherches sur le 'Shatapatha-Brâhmana'  (1949), Collège de France, diffusion de Boccard, 1987, 422 p.
- J. Gonda, Vedic literature: Samhitas and Brahmanas, Harrassowitz, 1975.
- Roberto Calasso, L'ardeur, trad. de l'italien, Gallimard, 2014, 596 p. (Sur le Shatapatha-brâhmana).
- Jean Haudry, Le feu de Naciketas, Milan, Archè, 2010, 88 p.
- N. Ramacandra Bhatt : La religion de Siva, 2000, p. 49 & suiv., Ed. Agama,  (ISBN 2911166094)